# سیبک (بروجن)
سیبک (بروجن)، روستایی از توابع بخش بلداجی شهرستان بروجن در استان چهارمحال و بختیاری ایران است.

## مردم
مردم این روستا از طایفه خدرسرخ و ایل بختیاری از طایفه زراسوند دورکی می‌باشند و به گویش لری بختیاری سخن می‌گویند.

## جمعیت
این روستا در دهستان چغاخور قرار دارد و براساس سرشماری مرکز آمار ایران در سال ۱۳۸۵، جمعیت آن ۲٬۱۳۸ نفر (۴۴۸خانوار) می‌باشند. مردم این دهستان از ایل بختیاری طایفه زراسوند دورکی می‌باشند و به زبان لری بختیاری صحبت می‌کنند.